# Ерікс
Ерікс (грец. Ερυξ) — син аргонавта Бута й Афродіти, мав славу борця, тричі змагався з Гераклом і був переможений; загинув від руки Геракла, коли хотів відняти в героя бика з череди Геріона. Епонім міста й однойменної гори на Сицилії.